# 气学
宋明理学的主要学派，以“气”为核心概念。儒家气学派代表主要有张载、罗钦顺与王夫之等。张载提出了以“气”为核心的宇宙结构说。他认为世界是由两部分构成的，一部分是看得见的万物，一部分是看不见的，而两部分都是由“气”组成的。“气”有两种存在方式，一种是凝聚，一种是消散。消散也不是消失得没有此物，只不过是人们的肉眼看不到而已。他用“太虚”表示“气”的消散状态，这是本来的原始状态，“气”是“气”与万物的合称。张载又曰：“知虚空即气，则有无、隐显、神化、性命通一无二。”
罗钦顺认为“通天地，亘古今，无非一气而已”，认为“气”是宇宙万物的根本，“理”是“气”运动变化的条理秩序；“初非别有一物，依于气而立，附于气以行也”，不同意朱熹“理与气是二物”的见解。
王夫之批評程朱理学的唯心主義倾向。认为“尽天地之间，无不是气，即无不是理也”，以为“气”是物质实体，而“理”则是客观规律。又用“絪蕴生化”说明“气”变化日新的性质。